# Francine Niyonsabaová
Francine Niyonsabaová (* 5. května 1993) je burundská atletka, halová mistryně světa v běhu na 800 metrů z roku 2016.

## Sportovní kariéra
V roce 2012 vyhrála Van Dammeho memoriál, který je součástí Diamantové ligy, a stala se mistryní Afriky v běhu na 800 metrů, v olympijském finále na této trati skončila šestá. Největším úspěchem se pro ni stal titul halové mistryně světa na 800 metrů v roce 2016. Ve stejné sezóně vybojovala stříbro na Letních olympijských hrách 2016 v běhu na 800 metrů. Předvedla čas 1:56,49 a vytvořila si osobní rekord.
Další stříbrnou medaili na této trati získala v srpnu 2017 v Londýně na mistrovství světa.
Dne 14. září 2021 překonala v Záhřebu světový rekord v běhu na 2000 metrů časem 5:21,56 minuty.

## Osobní rekordy
Hala
- 800 m - 2:00,01 (2016)

Dráha
- 800 m - 1:56,49 (2016)
- 2000 m - 5:21,56 (2021) SR